# Jean Marczewski
Jean Marczewski (Geburtsname: Jan Witold Marczewski; geboren am  27. Mai 1908 in Warschau; gestorben am  8. Juni 1990 in Boulogne-Billancourt) war ein französischer Wissenschaftler polnischer Herkunft mit einer Agrégation in Volkswirtschaftslehre. Er hat in der Nachfolge von François Perroux erheblich zur Schaffung und Entwicklung des französischen Systems der volkswirtschaftlichen Gesamtrechnung (VGR) und des Systems der Volkswirtschaftlichen Gesamtrechnung der Vereinten Nationen (SNA) beigetragen.

## Leben und Wirken
Marczewski, 1908 in Warschau geboren, wuchs in einer adligen polnischen Familie auf. Nach dem Studium in Nancy und in Straßburg wurde er zum polnischen Vizekonsul in Belgien ernannt. Bei Kriegsausbruch meldete er sich in Frankreich zur Polnischen Armee in Frankreich. Nach dem Waffenstillstand kehrte er nach Paris zurück und reichte seine Dissertation über La politique monétaire et financière du Troisième Reich ("Die Geld- und Finanzpolitik des Dritten Reiches") ein. Als Mitglied einer polnischen Widerstandsgruppe ging er in die unbesetzte Südzone. Er wurde von der Gestapo verhaftet und ins Konzentrationslager Mauthausen deportiert, wo er schwer verletzt wurde.
Nach seiner Freilassung 1945 kehrte er nach Paris zurück, wo er zum Forschungsdirektor am Institut de science économique appliquée ernannt wurde und die Agrégation in Rechts- und Wirtschaftswissenschaften erhielt. Er nahm an der Kommission für die Commission de normalisation des comptabilités teil und trug zusammen mit François Perroux, Francis-Louis Closon, Gabriel Marc und anderen zur Ausarbeitung des Plan comptable général des entreprises  und des französischen Systems der Volkswirtschaftlichen Gesamtrechnung  bei. Er beteiligte sich auch am internationalen Team der OECD, das mit der Untersuchung der europäischen Statistiken unter dem Vorsitz von Richard Stone an der Universität Cambridge betraut war, und später an der Commission des comptes économiques de la nation (Kommission für staatliche Wirtschaftsrechnungen).
Im Jahr 1965 wurde er zum Professor an der damaligen Faculté de droit et de sciences économiques de Paris ernannt. Jean Marczewski ist Autor von Büchern und einer Vielzahl von Artikeln in Fachzeitschriften, die sich vor allem mit der Volkswirtschaftlichen Gesamtrechnung, mit Makroökonomie, Wirtschaftspolitik, Planification und Raumplanung befassen.
Er war Präsident der Société d'économie politique und der Association française de science économique (AFSE).

## Schriften (Auswahl)
- Planification et croissance économique des démocraties populaires. Band I, Analyse historique. Band II, Analyse économique., Presses universitaires de France, Paris 1955 und 1956.
- Introduction à l'histoire quantitative., Droz, Genf 1965.
- Inflation et chômage, explication quantitative., Economica, Paris 1977.
- mit Roland Granier: Comptabilité nationale., Dalloz, 1978.
- Vaincre l'inflation et le chômage., Economica, Paris 1978.
- L'Effondrement polonais : la solution possible, CNRS, Paris 1982.